# Distretto di Uryū
Il distretto di Uryū (雨竜郡?) è un distretto suddiviso tra le sottoprefetture di Kamikawa e Sorachi, Hokkaidō, in Giappone.
Attualmente comprende il comune di Horokanai nella Sottoprefettura di Kamikawa e di Chippubetsu, Hokuryū, Moseushi, Numata e Uryū nella Sottoprefettura di Sorachi.